# Río Jiulong
El río Jiulong o Jiulong Jiang (en chino, 九龙江; pinyin, Jiang l =río nueve dragones) es un corto río costero de la parte meridional de la República Popular China, el río más grande en el sur de la provincia de Fujian, y el segundo más grande de toda la provincia. Al igual que todos los ríos de Fujian (salvo uno, el río Ting), desemboca en el estrecho de Taiwán.
Con una longitud de 258 km y una cuenca de 14.700 km². Su fuente más lejana es el brazo norte, Beixi (北 溪), que se encuentra en el municipio de Longyan; el brazo oeste, Xixi (西溪), llega casi hasta la ciudad de Zhangzhou, en el condado de Pinghe. El río desemboca en la bahía de Xiamen, en la zona del archipiélago Kinmen, en aguas del estrecho de Taiwán.
- Datos: Q932253